# One Good Joke Deserves Another
One Good Joke Deserves Another è un cortometraggio muto del 1913 diretto da Wilfrid North.

## Trama
Jim Wilson, per vendicarsi di un pesce di aprile che gli ha fatto John Bunny, decide di fargliene uno anche lui. Prende un cuscino e, con l'aiuto della madre, lo lega con lo spago, in modo da sagomarlo come fosse un bambino. Poi si reca al ponte, dove lavora Bunny, e butta giù nel fiume il fagotto. Bunny, che ha assistito con orrore alla scena, cerca di fermare la macchina che passa il ponte ma gli occupanti vengono poi fermati dalla polizia che li porta dritti in tribunale. Intanto alcuni pescatori stanno dragando il fiume per recuperare quello che tutti credono un bambino, finché uno degli uomini non riesce a ripescarlo. Ovviamente, tutti si rendono conto che quello è solo un cuscino. Il pescatore comincia a litigare con Bunny, che aveva allarmato tutti, e si passa presto alle vie di fatto. I due sono prelevati e portati anche loro in tribunale dove si trovano già Wilson con la madre. Il magistrato deve emanare la sentenza: tutti e quattro sono multati con cinquecento dollari a testa e condannati a sei mesi di carcere. Davanti alle loro facce sbigottite, il giudice ride e, mostrando il calendario, dichiara: Oggi è il primo di aprile, il caso è respinto.

## Produzione
Il film fu prodotto dalla Vitagraph Company of America.

## Distribuzione
Distribuito dalla General Film Company, il film - un cortometraggio in una bobina - uscì nelle sale cinematografiche statunitensi il 27 giugno 1913.